# بادکنک شناوری

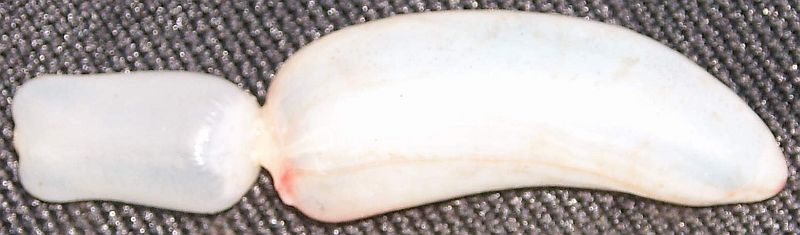
بادکنک شناوری یک سرخ‌باله.

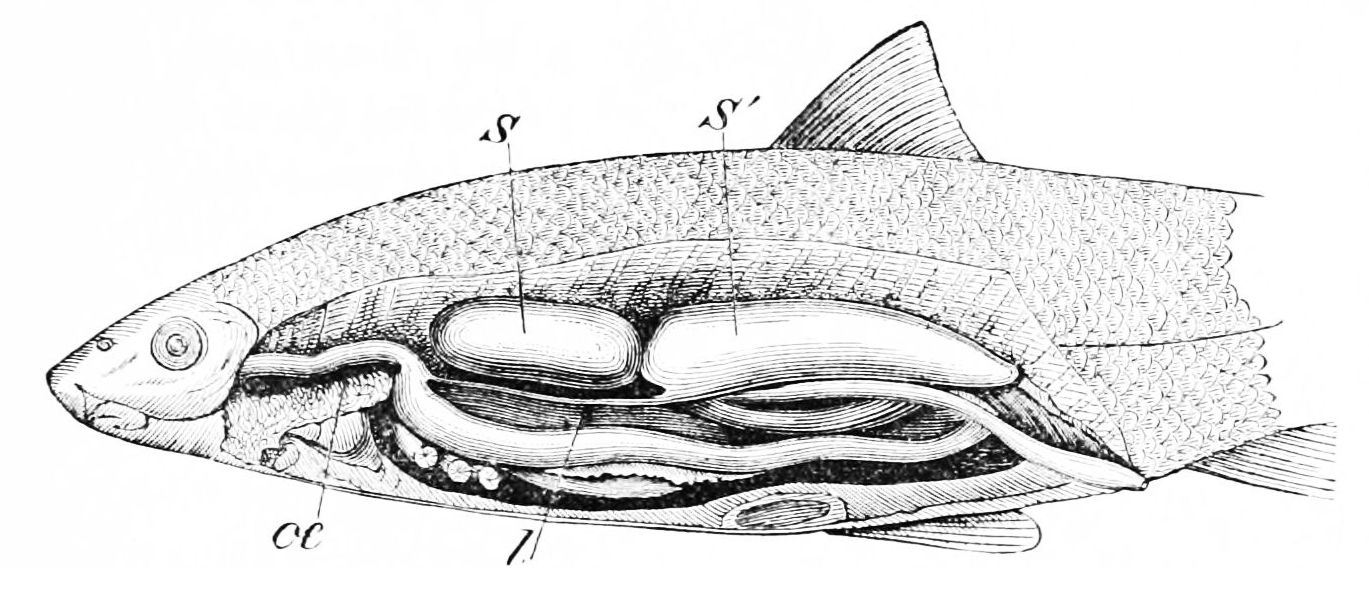

بادکنکِ شناوری (انگلیسی: Swim bladder) یا بادکنکِ ماهی، اندامی پر از گاز داخل بدن است که به توانایی بسیاری از ماهیان استخوانی (اما نه ماهیان غضروفی) در کنترل شناور بودنشان کمک می‌کند. در نتیجه، این ماهی‌ها با داشتن این بادکنک داخلی قادرند بدون نیاز به اتلاف انرژی برای شنا، در عمقی که هستند باقی بمانند.
افزون بر این، موقعیت خلفی (پشتی) بادکنک بدین معنی است که مرکز جرم آن‌ها در زیر مرکز حجمشان قرار می‌گیرد و بنابر این، بادکنک به عنوان یک عامل تثبیت‌کننده عمل می‌کند. علاوه بر این، بادکنک شناوری، به عنوان یک محفظه تشدیدگر، برای تولید یا دریافت صدا عمل می‌کند.
بادکنک شناوری از نظر تکاملی هم‌ساخت با شش در دیگر جانوران است. چارلز داروین در کتاب «خاستگاه گونه‌ها» به این موضوع اشاره می‌کند. داروین استدلال کرد که ریه موجود در مهره‌داران هوازی از بادکنک‌های ابتدایی ماهی‌ها منشأ گرفته‌است.